# 17-та армія (Німецька імперія)
Не варто плутати з 17-ю німецькою армією часів Другої світової війни
17-та а́рмія  (нім. 17. Armee (Deutsches Kaiserreich) — армія Імперської армії Німеччини за часів Першої світової війни. Об'єднання формувалося у лютому 1918 року за рахунок відведених після краху Російської імперії та Жовтневого перевороту зі Східного фронту частин та з'єднань кайзерівської армії. Брала активну участь в останніх боях Першої світової війни на Західному фронтові.

## Історія
17-та армія (нім. 17. Armee) була сформована 1 лютого 1918 року під час підготовки кайзерівської армії до масштабного Весняного наступу, що мав за мету розгром союзних армій та переможне завершення війни на Західному фронті. Вище командування чітко усвідомлювало, що можливо це останній час переломити стратегічну ініціативу на свою користь та розгромити ворога, до включення у збройну боротьбу потужних ресурсів — людських та матеріальних — у війну в Європі Сполучених Штатів.
Армія (разом з 18-ю та 19-ю арміями) утворювала потужне ударне угруповання, що мало діяти на напрямку головного удару німецьких військ. Основу її військ становили регулярні частини Імперської армії Німеччини, що були відведені після краху Російської імперії та Жовтневого перевороту зі Східного фронту на захід. Загалом на формування нових армій німці відвели з Росії близько 50 дивізій.
Командний пункт армії, що входила до групи армій кронпринца Рупрехта, розташовувався з моменту формування у французькому містечку Сент-Аман-лез-О, з 6 квітня 1918 він перемістився до Дуе, з 1 травня — у Денен, та з 18 жовтня в бельгійському Монсі. Звідсіля армія відходила на схід до Німеччини, де у Цюльпіху була 19 січня 1919 року розформована.

## Командування

### Командувачі
- генерал від інфантерії Отто фон Белов (нім. Otto von Below) (1 лютого — 12 жовтня 1918);
- генерал від інфантерії Бруно фон Мудра (нім. Bruno von Mudra) (12 жовтня 1918 — 19 січня 1919).

## Бойовий склад 17-ї армії
| Армія          | Корпус                                       | Дивізія                |
| -------------- | -------------------------------------------- | ---------------------- |
| 30 жовтня 1918 |                                              |                        |
| 17-та армія    | I-й Королівський Баварський резервний корпус | 187-ма піхотна дивізія |
| 17-та армія    | I-й Королівський Баварський резервний корпус | 26-та резервна дивізія |
| 17-та армія    | I-й Королівський Баварський резервний корпус | 10-та запасна дивізія  |
| 17-та армія    | I-й Королівський Баварський резервний корпус | 208-ма піхотна дивізія |
| 17-та армія    | II Королівський Баварський корпус            | 234-та піхотна дивізія |
| 17-та армія    | II Королівський Баварський корпус            | 25-та піхотна дивізія  |
| 17-та армія    | XVIII-й армійський корпус                    | 220-та піхотна дивізія |
| 17-та армія    | XVIII-й армійський корпус                    | 35-та піхотна дивізія  |
| 17-та армія    | XVIII-й армійський корпус                    | 6-та піхотна дивізія   |
| 17-та армія    | XIV-й резервний корпус                       | 214-та піхотна дивізія |
| 17-та армія    | XIV-й резервний корпус                       | 111-та піхотна дивізія |
| 17-та армія    | XIV-й резервний корпус                       | 48-ма резервна дивізія |
| 17-та армія    | XIV-й резервний корпус                       | 206-та піхотна дивізія |
| 17-та армія    | XIV-й резервний корпус                       | 12-та піхотна дивізія  |
| 17-та армія    | XIV-й резервний корпус                       | 28-ма резервна дивізія |